# The Brood (worstelteam)
The Brood was een professionele worstelstable dat vooral bekend was in de World Wrestling Federation. De groep bestond uit Gangrel, Edge en Christian en had de "gimmick" van een clan vampieren.

## The Brood
In 1998 debuteerden de drie originele The Brood-leden op WWF. Op 22 juni 1998 maakte Edge zijn debuut. Op 16 augustus 1998 maakte Gangrel, die voorheen worstelde als Vampire Warrior, zijn debuut in de WWF. Op In Your House: Breakdown verloor Edge zijn wedstrijd tegen Owen Hart omdat de debuterende Christian Edge afleidde. Als verhaallijn werd Christian geïntroduceerd als Edge's broer, maar in realiteit waren ze jeugdvrienden.
In zijn eerste wedstrijd veroverde Christian het WWF Light Heavyweight Championship en overtuigde Edge om samen te werken met hem en Gangrel. Dit leidde tot het oprichtten van The Brood. Al snel sloot deze groep aan bij Ministry of Darkness, maar uiteindelijk werd hun samenwerking stopgezet.
In juni 1999 begon The Brood te ruziën met de Hardy Boyz. Edge en Christian vonden samen hun weg en Gangrel keerde zich tegen hen. Uiteindelijk werd de groep ontbonden. In augustus werkte Ganrel samen met de Hardy Boyz en richtten The New Brood op.

## The New Brood
The New Brood werd gevormd nadat Jeff Hardy en Matt Hardy hun manager, Michael Hayes, dumpten en Gangrel sloot zich aan bij hen, in augustus 1999. Op No Mercy 1999 wonnen Jeff en Matt Hardy het tag team match door Edge en Christian te verslaan en door deze overwinning werd Terri Runnels hun nieuwe manager. Al snel werd The New Brood ontbonden omdat Jeff en Matt Hardy een team vormden met Lita als Team Xtreme.

## In het worstelen
- Finishers
  - Blood Spit

- Opkomstnummers
  - "Blood" van Jim Johnston (WWF; 26 oktober 1998- 12 juli 1999)

## Prestaties
- World Wrestling Federation
  - WWF Light Heavyweight Championship (1 keer) - Christian